# メルチョル・デ・メンコス
メルチョル・デ・メンコス（Melchor de Mencos）は、グアテマラ共和国ペテン県にある基礎自治体である。人口は2万1611人（2015年）。グアテマラ大統領ミゲル・イディゴラス・フエンテス 将軍の統治時代、1962年4月26日にフローレスから分離して創設された。東はベリーズとの国境に接している。西はフローレス、南はドローレスと境を接している。
人口の85%がラディーノ、13%がマヤ人（モパン人）、残り2%が黒人である。主にスペイン語を話し、4分の1の人々は英語を話すことができる。宗教は大部分がカトリックを信じ、プロテスタントやユダヤ教、モルモン教の信徒もいる。守護聖人は聖マルティン・デ・ポレスで、11月3日が祝祭日である。
6のaldeas（アルデア、村落）、31のcaseríos（カセリオ、小集落）、5のparajes（パラヘ、孤絶した場所）といった下位の行政区分から成り立っている。
1989年1月12日に移転されるまで、El Infierno（エル・インフィエルノ、地獄）とLa Pólvora（ラ・ポルボラ、火薬）と呼ばれるカイビル（ジャングルと対反乱作戦に特化したグアテマラ陸軍特殊部隊）の基地があった。

## 日本の資金協力
- メルチョル・デ・メンコス市児童支援センター建設計画[4]